# Maschinenakustik
Die Maschinenakustik ist ein Teilgebiet der Technischen Akustik. Sie befasst sich mit den durch Maschinen verursachten Geräuschen und Möglichkeiten zur Reduzierung oder gezielten Beeinflussung dieser Geräusche.
Die Maschinenakustik befasst sich mit der Analyse und dem Verständnis der physikalischen Vorgänge, die zur Entstehung und Übertragung von technischen Geräuschen führen. Daraus lassen sich Konzepte und Maßnahmen zur technischen Lärmminderung und zur gezielten Geräuschbeeinflussung ableiten. Obwohl es auch Berührungspunkte oder Überschneidungen gibt, grenzt sich die Maschinenakustik somit von anderen Teilgebieten der Technischen Akustik wie z. B. der Bauakustik und Raumakustik, der Strömungsakustik, der Elektroakustik oder der Ultraschallakustik ab.
Ferner ist die Maschinenakustik bemüht, die störenden Geräusche möglichst nah an der Quelle zu bekämpfen und sie gar nicht erst zur Ausbreitung oder Abstrahlung kommen zu lassen. Daher gehören Aspekte wie der persönliche Gehörschutz (z. B. durch Ohrenstöpsel), der bauliche Lärmschutz (z. B. durch Lärmschutzwand, Lärmschutzfenster oder Akustikdecken) oder der organisatorische Lärmschutz (z. B. Nachtfahrverbot, Nachtflugverbot oder Geschwindigkeitsbegrenzung) nicht zur Maschinenakustik.

## Theorie
Zur theoretischen Erfassung von Maschinenlärm müssen verschiedene physikalische Effekte bei der Erzeugung und Übertragung von Schall berücksichtigt werden. Dazu zählen etwa die beiden Hauptwege, wie ein Geräusch von seiner Quelle zum Ohr übertragen wird: Zum einen gibt es die Schallausbreitung innerhalb von Festkörpern, etwa von Bauteilen einer Maschine, die unter dem Begriff Körperschall zusammengefasst wird. Davon unterscheidet sich die nachgelagerte Ausbreitung des Luftschalls. Zu einer genaueren Charakterisierung der einzelnen Geräusche empfiehlt sich eine Frequenzanalyse, die etwa mithilfe von Fourier-Transformationen durchgeführt werden kann. Zum einfachen Verständnis der Schalldämmung von Maschinenbauteilen kann das Kelvin-Voigt-Modell hinzugezogen werden.
Zusammenfassend zeigt die Maschinenakustische Grundgleichung ein einfaches Modell auf, wie sich Schall in der Umgebung einer Maschine ausbreitet: Eine Anregungskraft führt zunächst zur Anregung von Körperschall. Anschließend kommt es zur Abstrahlung von Luftschall. Bevorzugt wird die Darstellung in Form von Leistungspegeln, etwa hier im Beispiel für den Pegel an einem beliebigen Empfänger:
{\displaystyle L_{P}(\nu )=L_{\text{Anregung}}(\nu )+\underbrace {\underbrace {L_{\text{Körperschall}}(\nu )} _{\text{Körperschallmaß}}+\underbrace {10\lg \sigma (\nu )\,{\text{dB}}} _{\text{Abstrahlmaß}}} _{\text{Übertragungsmaß}}}
In der genannten Gleichung kommt der frequenzabhängige Abstrahlgrad {\displaystyle \sigma (\nu )} zur Anwendung: {\displaystyle \sigma ={\frac {P}{\rho _{L}c_{L}A{\overline {{\tilde {\nu }}^{2}}}}}}
Neben der Schallleistung P findet sich hier die Luftdichte {\displaystyle \rho _{L}} und die Luftschallausbreitungsgeschwindigkeit {\displaystyle c_{L}}, die zusammen die spezifische Impedanz der Luft bilden. Weiterhin bezeichnet A die Oberfläche, von der aus die Maschine Schall abstrahlt. Schließlich ist mit {\displaystyle {\tilde {\nu }}^{2}} das Quadrat der effektiven Schallschnelle gekennzeichnet, die schließlich über die Fläche A gemittelt wird.
Anhand der maschinenakustischen Grundgleichung werden sofort die drei Ansatzpunkte zur Geräuschminderung offensichtlich: Zunächst können die Anregungskräfte reduziert werden, also sozusagen die Geräuschursache. Die anderen beiden Möglichkeiten ergeben sich aus der Reduzierung der Schallübertragung: Einerseits kann man versuchen, die Anregung von Körperschall zu vermindern, andererseits lässt sich gegebenenfalls die Abstrahlung von Luftstrahl minimieren. 

## Maßnahmen zur Geräuschminderung
Prinzipiell sollen die gesundheitlich schädlichen Auswirkungen von Maschinenlärm auf ein Minimum begrenzt bleiben. Bei allen Arten der Geräuschminderung ist zunächst zwischen aktiven und passiven Maßnahmen zu unterscheiden: Während bei der aktiven Geräuschminderung direkt in die Konstruktion der Maschine eingegriffen wird, bleibt die Maschine bei passiver Geräuschminderung unangetastet und diese stattdessen gewissermaßen eingekapselt. Weiterhin gibt es einen Unterschied zwischen Schalldämmung und Schalldämpfung: Im ersten Fall werden Hindernisse aufgebaut, die den Schall reflektieren. Bei der Schalldämpfung wird dagegen Schallenergie absorbiert. Beide Maßnahmen lassen sich auf Körper- wie auf Luftschall anwenden. So existiert eine ganze Reihe von Maßnahmen, die je nach Konstruktion der Maschine zum Einsatz kommen kann. Darunter fallen etwa das Auskleiden mit schallschluckenden Dämmstoffen, die Verkapselung der Maschinen durch Hartmaterialien oder auch die Veränderung der Eigenfrequenzen hin zu Bereichen, in denen kaum Schallanregung stattfindet.
In der Praxis sind verschiedene weitere Faktoren zu berücksichtigen, die bei der Minimierung von Maschinenlärm eine Rolle spielen. Meist sind gesetzlich vorgegebene Grenzwerte zu beachten, die einen Verzicht auf Geräuschreduzierung ausschließen. Etwaige Schutzmaßen sollen die Funktionsweise der Maschine nicht beeinträchtigen, sie sollen in einem finanziell vertretbaren Rahmen bleiben und möglichst einfach und rasch durchzuführen sein. 

## Forschung
Die maschinenakustische Forschung zur akustischen Optimierung von Geräten und ihren Bauteilen setzt prinzipiell an jedem der oben genannten drei Stellschrauben an. Alternativ kann versucht werden, den gesamten Ausbreitungspfad von Schallwellen (z. B. anhand der Transferpfadanalyse) nachzuvollziehen bzw. mit numerischen Methoden zu simulieren. Neben einer rein technischen Beschreibung der Schallausbreitung können etwa mithilfe der Auralisation auch psychoakustische Aspekte berücksichtigt werden. Ein weiteres Forschungsgebiet bildet die Diagnositizierung von Maschinenmängeln (wie Verschleiß) aufgrund der Geräuschanalyse.

## Forschungseinrichtungen, die sich mit Maschinenakustik befassen
- Fachgebiet Systemzuverlässigkeit, Adaptronik und Maschinenakustik (SAM) an der TU Darmstadt
- Fritz-Süchting-Institut für Maschinenwesen an der TU Clausthal
- Institut für Strömungsmechanik und Technische Akustik (ISTA) an der TU Berlin
- Institut für Hörtechnik und Akustik der RWTH Aachen, mit einer Professur für Technische Akustik
- Lehrstuhl und Institut für Maschinenelemente und Systementwicklung an der RWTH Aachen
- Forschungsstelle für Zahnräder und Getriebesysteme am Lehrstuhl für Maschinenelemente an der TU München